# Cuilo Pombo
Cuilo Pombo – miasto w Angoli, w prowincji Uíge.